# Meister des Bidpai
Der Meister des Bidpai war ein spätgotischer Reißer von Holzschnitten und Tafelmaler, tätig um 1460 bis in die 1470er Jahre in Ulm und vielleicht vorher in Urach. Der Notname bezieht sich auf sehr hochwertige Holzschnitte in dem Buch der Beispiele der alten Weisen, das 1483 von Lienhart Holl in Ulm in einer sehr schönen Edition herausgebracht wurde. Es handelt sich dabei um eine Sammlung von Fabeln und Erzählungen (in der Forschung Panchatantra genannt), die sich von Indien aus in der ganzen Welt verbreitet hatte und als deren Verfasser Bidpai (evtl. aus Sanskrit: „der Weise“) genannt wurde.
Der Künstler stand unter dem Einfluss der Ars Nova der altniederländischen Kunst, genannt werden Jacques Daret und der Meisters von Flémalle, also die erste Generation der Niederländer.
Durch Stilvergleich wurden dem Zeichner auch Tafelbilder zugeschrieben, u. a.
- ein Altar von etwa 1460 (Dietenheimer Altar), dessen Tafeln zerstreut sind:
  - Abweisung von Joachims Opfer und Goldene Pforte in Rottenburg,
  - Verkündigung und Geburt im Metropolitan Museum New York,
  - Darbringung im Tempel und Geburt Mariens in der Johnson-Collection Philadelphia,
  - Anbetung der Könige und Tempelgang Mariens in Fischingen im Thurgau, Schweiz.

- Altar aus Wiblingen, 1470er:
  - Geburt und Anbetung, Ulmer Museum (aus Privatsammlung in Rheinfelden 1981 erworben),
  - Darstellung, Marientod, Privatsammlung in Rheinfelden (?)

Der Kunsthistoriker Alfred Stange hat ihm 1957 noch mehrere Tafeln zugewiesen. Er gibt ihm damit – zusammen mit dem Meister der Sterzinger Altarflügel – eine wichtige Stellung in der Frühzeit der sogenannten Ulmer Schule und vermutet, er sei Lehrer Jörg Stockers und Bartholomäus Zeitbloms gewesen. Das wird heute mit Skepsis betrachtet.
2014 hat Regina Cermann eine weitere These zur Identifikation des weiteren Werkes aufgestellt. Sie hält den Zeichner des Ulmer Bidpai für den 1470 in Urach am Hofe Graf Eberhards im Bart urkundlich nachweisbaren Peter Maler, der erstmals dort 1463 für die Illustrationen einer Historienbibel für Eberhard verantwortlich war. Dieser könnte um 1482 nach Ulm umgezogen sein.